# Harriet Ebeling
Harriet Ebeling, född 18 januari 1932 i Torshälla, död 14 september 2014 i Torshälla, var en svensk konstnär. 
Hon är främst känd för sina starkt färgkänsliga, geometriskt inspirerade abstrakta målningar. Hon var dotter till Allan Ebeling. Konstnären Marianne Ebeling (1930-1979) var hennes syster. Harriet Ebeling var konstnärligt verksam i Nyköping under 30 år. Hon var en drivande kraft bakom öppnandet av Ebelingmuseet i Torshälla år 1997. År 2000 flyttade hon från Nyköping till Torshälla.